# جوزيه دوين هيكس
جوزيه دوين هيكس (بالإنجليزية: Josiah Duane Hicks)‏ هو محامي وسياسي أمريكي وبريطاني، ولد في 1 أغسطس 1844 في المملكة المتحدة، وتوفي في 9 مايو 1923 في ألتونا في الولايات المتحدة. حزبياً، نشط في الحزب الجمهوري. وقد انتخب عضو مجلس النواب الأمريكي.